# Jehan de Terline
Pour les articles homonymes, voir Macquart de Terline.
Jehan Macquart de Terline, né à Blendecques dans le Pas-de-Calais, le 21 juillet 1892, est un pilote d'avion français de la Première Guerre mondiale. À l'âge de 24 ans, le 27 juillet 1916, il trouve la mort dans un combat aérien à Massiges-Minaucourt.

## Biographie
Jehan de Terline avait fait une partie de ses études au collège Saint-Bertin de Saint-Omer où il devint bachelier en sciences, puis étudiant en droit à Paris. Il s'engage au 21e régiment de dragons de Saint-Omer, le 3 novembre 1910.
À la déclaration de guerre, il est mobilisé au 9e régiment de cuirassiers de Douai comme Maréchal des Logis. En mai 1915, il demandait à être versé dans l'aviation et on l'envoya au camp d'Avord. Il obtient le brevet de pilote militaire no 1238 le 21 juillet 1915. Puis rejoint, le 27 septembre 1915, l'escadrille N 38 qui est positionnée à La Noblette près de Châlons en 1916. Il pilote le Nieuport 11 no 1366
En mai 1916, De Terline est cité à l'ordre de l'aéronautique, comme un « pilote adroit et brave ». Il a en effet livré à cette date plusieurs combats à courte distance. Le 20 mai, il a attaqué à 10 kilomètres à l'intérieur des lignes allemandes un Fokker qu'il a contraint à l'atterrissage. Sa citation fait mention d'un retour au terrain avec son appareil criblé de balles dont plusieurs dans les organes essentiels de l'appareil.
Le 2 juillet de la même année, il se voit décerner la médaille militaire pour avoir fait preuve « d'un bel allant » dans des reconnaissances périlleuses, au-dessus des lignes ennemies. Il avait dans cette même mission obligé un avion Aviatik à abandonner la lutte, puis attaqué un Fokker qu'il avait abattu dans ses lignes.
Son dernier combat est rapporté dans Le communiqué officiel du 29 juillet 1916,. Dans la matinée du 27 juillet, un avion de reconnaissance allemand survole une fois de plus Chalons. Il s'agit d'un Albatros, un mouchard ennemi, déjà repéré et connu des aviateurs français qui l'ont surnommé « Arminius », du nom d'un chef de guerre germanique, qui, au Ier siècle de notre ère, apparaissait et disparaissait en attaquant les Romains par surprise. Toutes les popotes des escadrilles de la région en parlent et souhaitent en découdre avec cet observateur familier du ciel châlonnais. Son habileté à rompre les combats et rejoindre les lignes allemandes ajoute encore à l'efficacité de ses incursions.
À peine signalé, l'Albatros ou le Rumpler type C, suivant les sources, piloté par l'Unteroffizier Erich Finke et l'Oblt Günther Freytag, du FlAbt 17. pas moins de trois Nieuport XI ou XVI décollent et s'élancent à sa poursuite. Un rodéo mortel s'engage au-dessus de la main de Massiges, à proximité de Minaucourt. Les deux premiers compagnons de De Terline seront victimes d'une collision et contraints à atterrir. L'Albatros fonce vers les lignes allemandes.
De Terline a ouvert le feu mais sa mitrailleuse s'enraye. Il dirige alors son avion à toute vitesse sur son adversaire pour le culbuter et l'entraîner dans sa chute. Les deux appareils s'écrasent au sol. On retirera les corps des deux Allemands et celui du Français des débris de leur appareil.
En restant prudent avec les récits écrits pendant le conflit, aujourd'hui on peut discuter s'il s'agit d'un acte de sacrifice volontaire ou de circonstance particulière de vol qui ont fait que les deux avions se sont abordés en vol accidentellement. La collision volontaire et le sacrifice ultime était certainement très sacralisé pendant cette période, mais il n'était pas dans la mentalité de l'époque d'entrer en collision avec l'adversaire. Pour deux avions qui évoluaient dans tous les sens, les collisions involontaires devenaient très faciles. Il suffisait qu'un pilote soit touché par une balle pour faire partir son avion dans une direction pas du tout prévue et que son adversaire lui rentre dedans. Les seuls qui auraient pu donner la vérité, sont les trois hommes qui sont morts ce jour-là.
Son attitude héroïque lui vaudra à titre posthume une attribution de la Légion d'honneur, caractérisée par une citation rendant à son courage et à sa bravoure un ultime salut. Son portait, donné par son père, a longtemps honoré un mur de la salle des commissions de Châlons, puis la salle des délibérations. Son nom a été donné à une rue de la préfecture de la Marne. Un monument à sa mémoire a été inauguré le 21 juin 1925 à Saint-Omer.
Son décès est commémoré dans L'Action française où il est noté son appartenance à la section d'Action française de Saint-Omer comme ancien Camelot du Roi,.

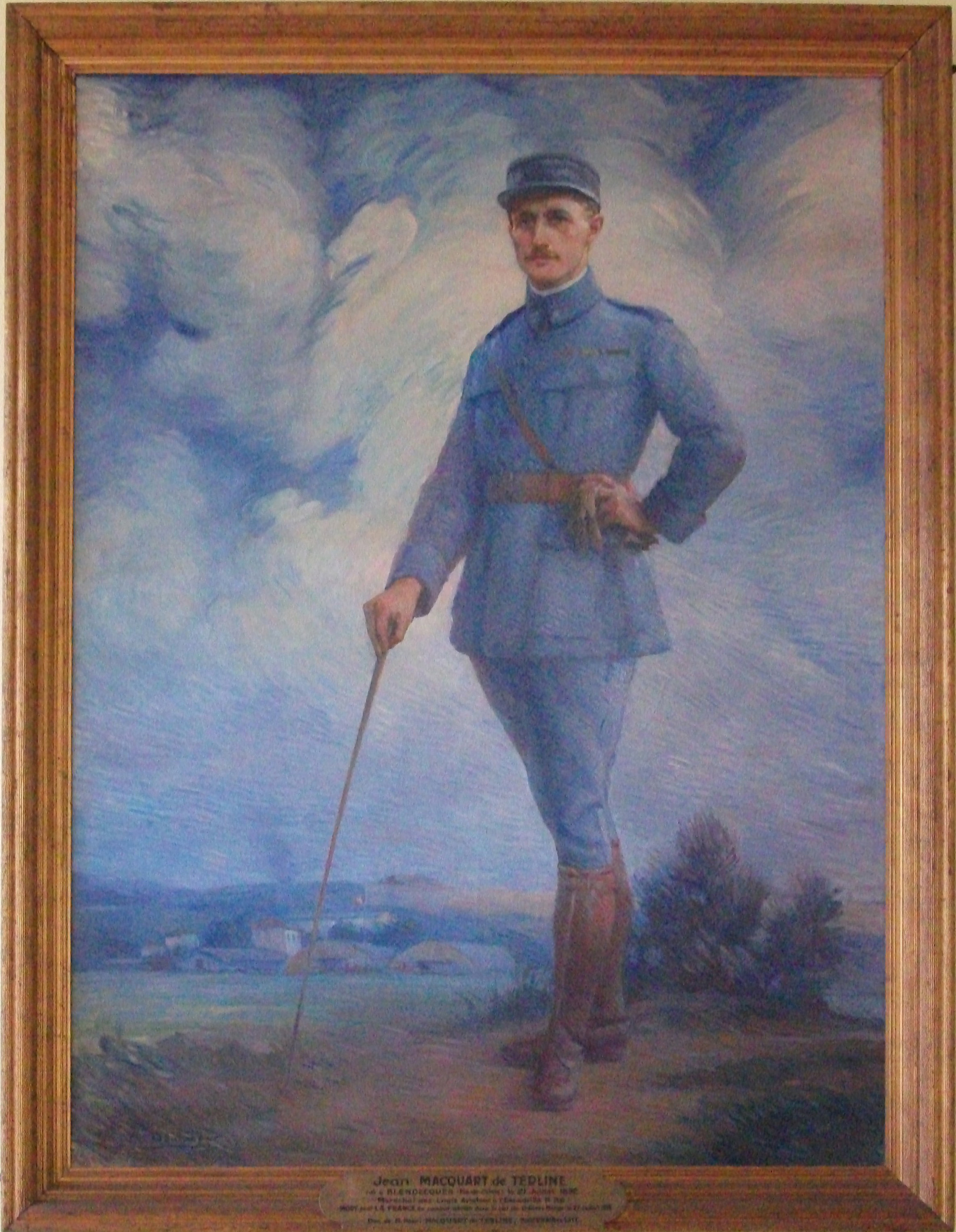
Son portrait à la mairie de Châlons.

## Décorations françaises
- Chevalier de la Légion d'honneur à titre posthume attribué le 11 novembre 1921, avec la citation suivante :

"Pilote de chasse d'une bravoure héroïque, sublime exemple de dévouement le plus absolu, le 27 juillet 1916, voyant deux de ses camarades qui attaquaient avec lui un avion ennemi, tomber désemparés, s'est précipité sur son adversaire et l'a entraîné avec lui dans sa chute".
- Médaille militaire : 2 juillet 1916

- Croix de guerre 1914-1918, palme d'argent. Jehan De Terline fut l'objet d'une troisième citation à l'ordre de l'armée :

"Déjà cité à l'ordre de l'armée, et décoré de la Médaille militaire pour avoir abattu un fokker le 2 juillet 1916 et un aviatik le 6 juillet 1916; il est mort en héros, le 27 juillet 1916, au cours d'un combat aérien. Ayant épuisé ses cartouches à bout portant et voyant son adversaire sur le point de repasser les lignes, l'a abordé à une altitude de 3 000 mètres et l'a précipité sur le sol en l'entraînant dans sa propre chute".
- 3 victoires homologuées